# الحيفة (السدة)

تعديل مصدري - تعديل

الحيفة هي إحدى قرى عزلة بني العثمانيين بمديرية السدة التابعة لمحافظة إب، بلغ تعداد سكانها 167 نسمة حسب تعداد اليمن لعام 2004.